# 大成银行
大成银行（或作大成综合贸易总会社）是一家朝鲜金融机构。 
有来源称大成银行由劳动党39号室控制。
金星銀行（朝鲜在欧洲营运的唯一一间银行）为大成银行在维也纳设置的子公司，但已于2004年关闭。 权永诺是金星银行的审计师。
《朝鲜经济观察》称该银行“负责存储金刚山观光特区的旅游收入，由39号室控制，同时负责农渔产品的出口。” 

## 项目
- 1989年，与现代集团共同开发位于朝鲜东海岸的金刚山周边地区[9]，建立国际观光特区[10]。
- 该公司涉嫌在朝鲜非法进出口军武[11]并“协助推动融资项目进行”[12]。

### 成员
- 1989年，大成银行行长为崔秀吉，亦兼任朝鲜亚洲贸易促进协会顾问[10][9]。
- 2014年，大成银行俄罗斯远东区域经理尹泰亨叛逃俄罗斯[3]。